# Hyperkinésie
 Mise en garde médicale
L'hyperkinésie (ou trouble hyperkinétique) est fréquemment associée à un « syndrome d'hyperactivité » (particulièrement diagnostiqué chez les enfants), à une « dysfonction cérébrale minime », à une « réaction hyperkinétique de l'enfance ». Bien que les symptômes et l'étiologie présumée varient, les comportements sont, en général, similaires. Ce terme est associé à de nombreux autres termes médicaux. 
Les degrés typiques de symptômes diagnostiquant ce trouble incluent : hyperactivité des fonctions motrices (les enfants vont d'activité en activité) ; troubles du sommeil ; changements d'humeur (un jour il va bien, le jour suivant il ne va pas bien) ; maladresse ; comportement agressif ; impulsivité ; comportements et dérives antisociaux (non-respect des règles), et fréquemment problèmes de dyslexie (Stewart et al., 1966; Stewart, 1970; Wender, 1971). L'hyperkinésie est un terme récent dans le domaine médical ; il est souvent utilisé pour désigner tous les types de symptômes liés à ce trouble. 
Le mot est récent, mais les racines et les traitements de ce trouble ont été découverts bien plus tôt.

## Classifications
Les troubles hyperkinétiques sont au diagnostic psychiatrique de la classification internationale des maladies (CIM-10), l'équivalent du diagnostic consacré au trouble du déficit de l'attention exposé dans le manuel diagnostique et statistique des troubles mentaux (DSM-IV).
Le trouble hyperkinétique seul est classifié dans la CIM sous les termes de « perturbation de l'activité et de l'attention », « autres troubles hyperkinétiques » ou « trouble hyperkinétique, non spécifiés ». Plus tard, il est exprimé sous le terme de « syndrome hyperkinétique ». Lorsqu'un trouble des conduites (comme défini par la CIM-10) est également présent, la condition se traduit par « trouble des conduites hyperkinétique ».

## Prévalence, genre...
Ce trouble est six fois plus répandu chez les garçons que chez les filles[réf. souhaitée]. 